# Научно-просветительная библиотека (Гостехиздат)
«Научно-просветительная библиотека» — серия небольших научно-популярных книг и брошюр, предназначенная для школ рабочей молодёжи и других подобных заведений. Выпускалась Государственным издательством технико-теоретической литературы (Гостехиздат; ГИТТЛ) в Москве с 1954 по 1958 год. Нумерованные выпуски издавались массовыми тиражами, некоторые из них представляют собой переиздания книг, до этого неоднократно выходивших в «Научно-популярной библиотеке» Гостехиздата.
Первоначально, в 1945 году, серию с таким же названием выпускал Сельхозгиз.
Формат книги: 84x108/32 (130х205 мм); бумажная обложка.

## Выпуски серии
Выпуск 1.
- Куницкий Р. В. Было ли начало мира. — М.: Гостехиздат, 1954. — (Научно-просветительная библиотека).

Выпуск 2.
- Воронцов-Вельяминов Б. А. Происхождение небесных тел. — М.: Гостехиздат, 1954. — 32 с. — (Научно-просветительная библиотека).

Выпуск 3.
- Куницкий Р. В. День и ночь. Времена года. — Изд. 3-е. — М.: Гостехиздат, 1954. — 32 с. — (Научно-просветительная библиотека).

Выпуск 4.
- Аристов Г. А. Солнце. — М.: Гостехиздат, 1954. — (Научно-просветительная библиотека).

Выпуск 5.
- Кринов Е. Л. Небесные камни. — М.: Гостехиздат, 1955. — (Научно-просветительная библиотека).

Выпуск 6.
- Громов В. И. Из прошлого Земли. — М.: Гостехиздат, 1955. — 64 с. — (Научно-просветительная библиотека).

Выпуск 7.
- Максимович Г. А., Максимович Н. А. Свидетели прошлого. — М.: Гостехиздат, 1955. — (Научно-просветительная библиотека).

Выпуск 8.
- Всехсвятский С. К. Как познавалась Вселенная. — М.: Гостехиздат, 1955. — (Научно-просветительная библиотека).

Выпуск 9.
- Лупало И. Г. Наука против религии. — М.: Гостехиздат, 1955. — (Научно-просветительная библиотека).

Выпуск 10.
- Зигель Ф. Ю. Что такое кометы. — М.: Гостехиздат, 1956. — 32 с. — (Научно-просветительная библиотека).

Выпуск 11.
- Берман Г. Н. Счёт и число: (Как люди учились считать). — М.: Гостехиздат, 1956. — 32 с. — (Научно-просветительная библиотека). — 100 000 экз.

Выпуск 12.
- Баев К. Л. Земля и планеты. — М.: Гостехиздат, 1956. — 48 с. — (Научно-просветительная библиотека).

Выпуск 13.
- Кринов Е. Л. Планеты-карлики.. — М.: Гостехиздат, 1956. — (Научно-просветительная библиотека).

Выпуск 14.
- Краснов А. И. Возможен ли вечный двигатель? — М.: Гостехиздат, 1956. — 64 с. — (Научно-просветительная библиотека).

Выпуск 15.
- Цесевич В. П. Есть ли жизнь на других планетах. — М.: Гостехиздат, 1956. — 40 с. — (Научно-просветительная библиотека).

Выпуск 16.
- Андреев Б. М. Климат. — М.: Гостехиздат, 1957. — (Научно-просветительная библиотека).

Выпуск 17.
- Шишаков В. А. Рассказы о Луне.. — М.: Гостехиздат, 1958. — 48 с. — (Научно-просветительная библиотека). — 75 000 экз.

Выпуск 18.
- Горшков Г. П. Строение земного шара. — М.: Гостехиздат, 1958. — (Научно-просветительная библиотека).

Выпуск 19.
- Беляков М. В. Погода и её предвидение. — М.: Гостехиздат, 1958. — (Научно-просветительная библиотека).